# Église Sainte-Geneviève d'Oplinter
L'église Sainte-Geneviève (Sint-Genovevakerk en néerlandais) est une église de style gothique située à Oplinter, village de la ville belge de Tirlemont (Tienen), en Brabant flamand.

## Localisation
L'église Sainte-Geneviève se dresse au centre du village d'Oplinter, à 4 km au nord-est du centre de la ville de Tirlemont.

## Historique
Le noyau de l'église date des environs de l'an 1200.
La tour carrée, décrite selon les sources comme étant de style roman tardif, de style de transition roman-gothique ou de style gothique précoce, est datée des environs de 1200,, ou de 1250.   
La nef et le chœur de style gothique sont construits à la fin du XIIIe siècle et au début du XIVe siècle : la construction de cette église-halle est attribuée au maître d'œuvre Franco de Lintris,,,. 
Au siècle suivant, l'église-halle est complétée par un transept et par deux portails latéraux, l'un au nord et l'autre au sud,.
Aux XVe et XVIe siècles, deux hautes chapelles sont ajoutées de part et d'autre du chœur.
La tour est reconstruite au XVIe siècle et est dotée d'une flèche en 1720. 
À la suite des incendies de 1506, 1597 et 1676, la voûte de la nef centrale du chœur s'effondre et est remplacée par un plafond rococo avec des scènes de la vie de sainte Geneviève.
L'église a été restaurée à plusieurs reprises : en 1878 par l'architecte August Van Assche, en 1931-1936 par le professeur Raymond A. G. Lemaire et une dernière fois entre 1972 et 1985,.

## Classement
L'église fait l'objet d'un classement au titre des monuments historiques depuis le 19 avril 1937 sous la référence 1072, et figure à l'inventaire du patrimoine immobilier de la Région flamande  (Inventaris Onroerend Erfgoed) sous la référence 43103.

## Architecture

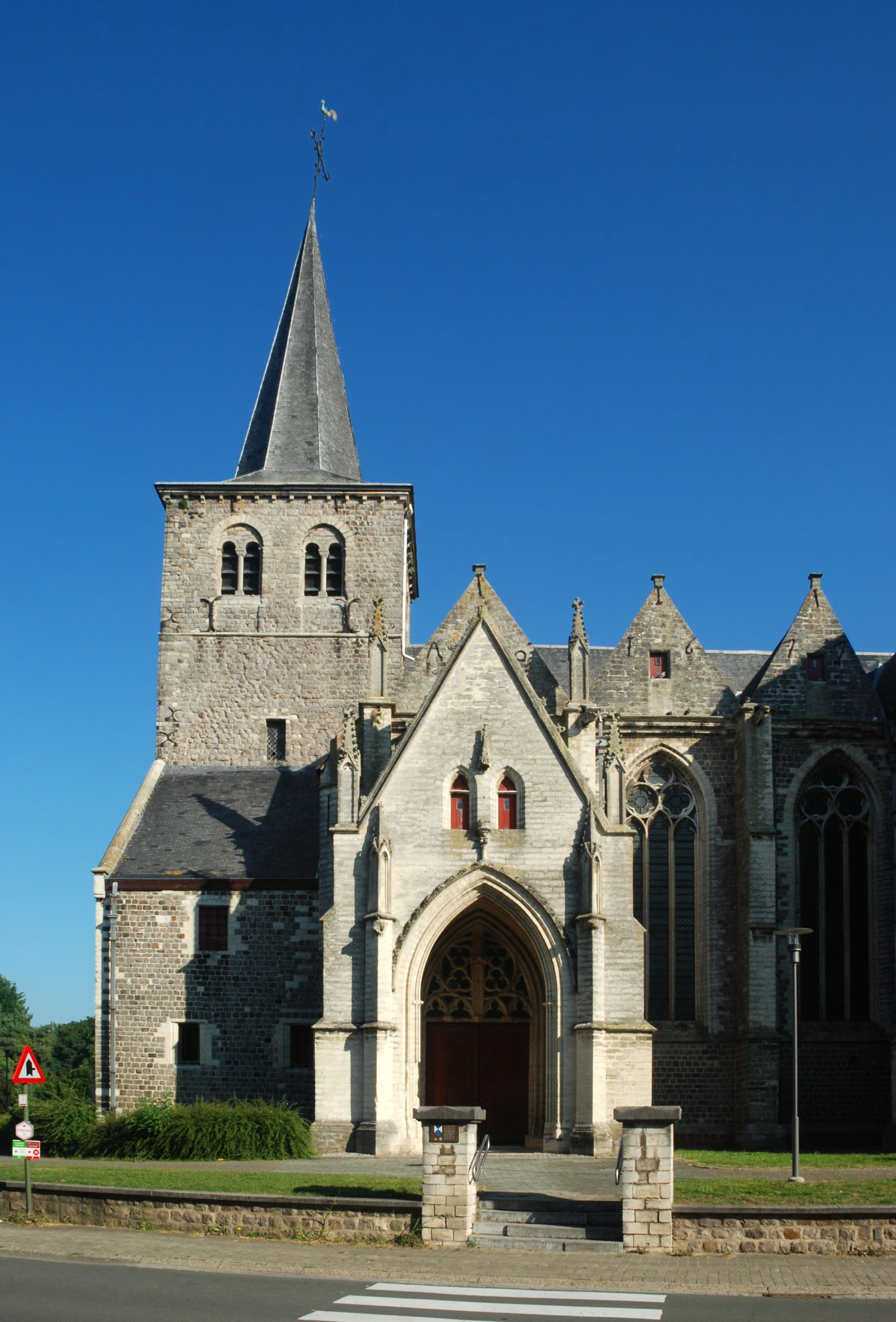
La tour et le portail sud.
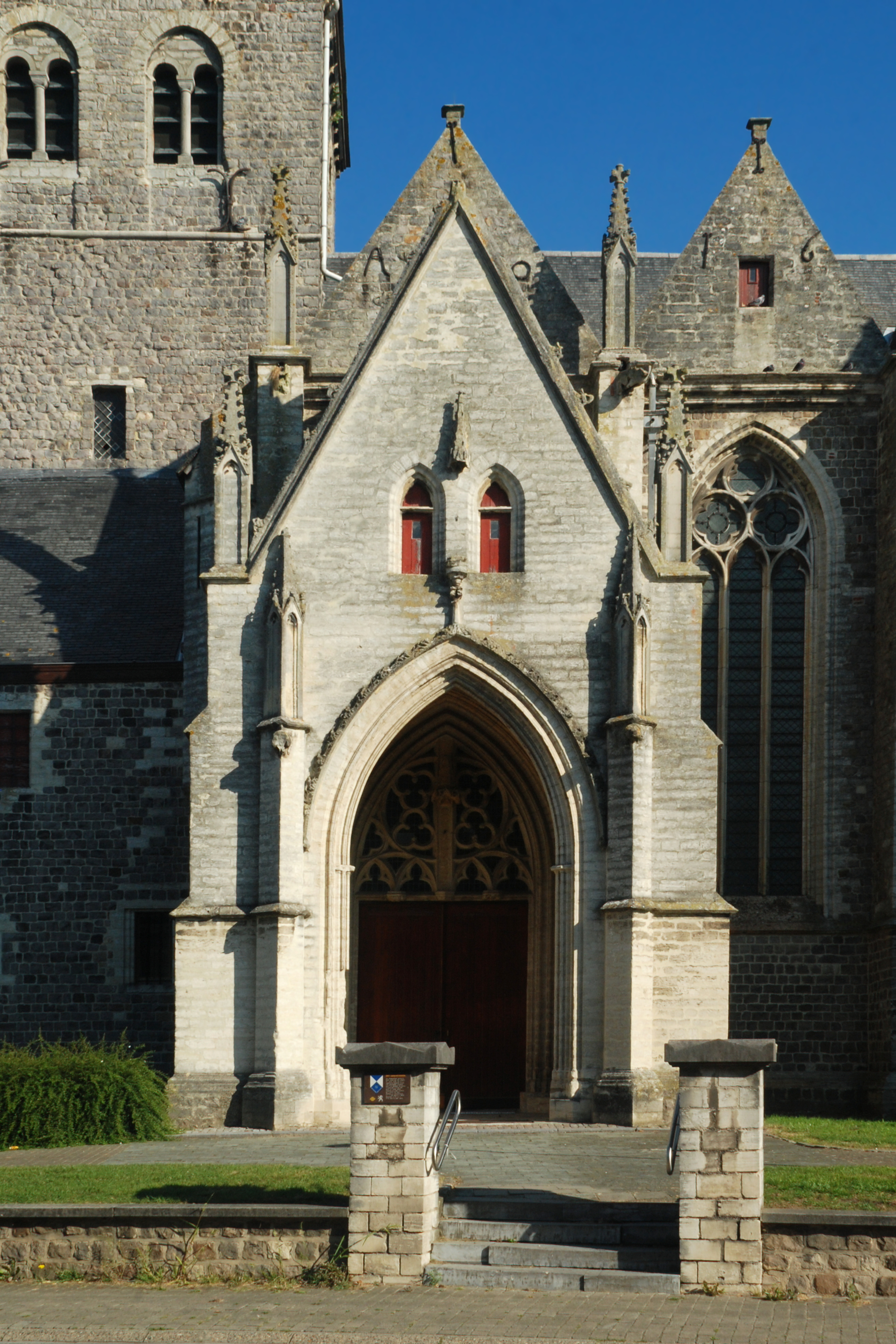
Le portail sud.
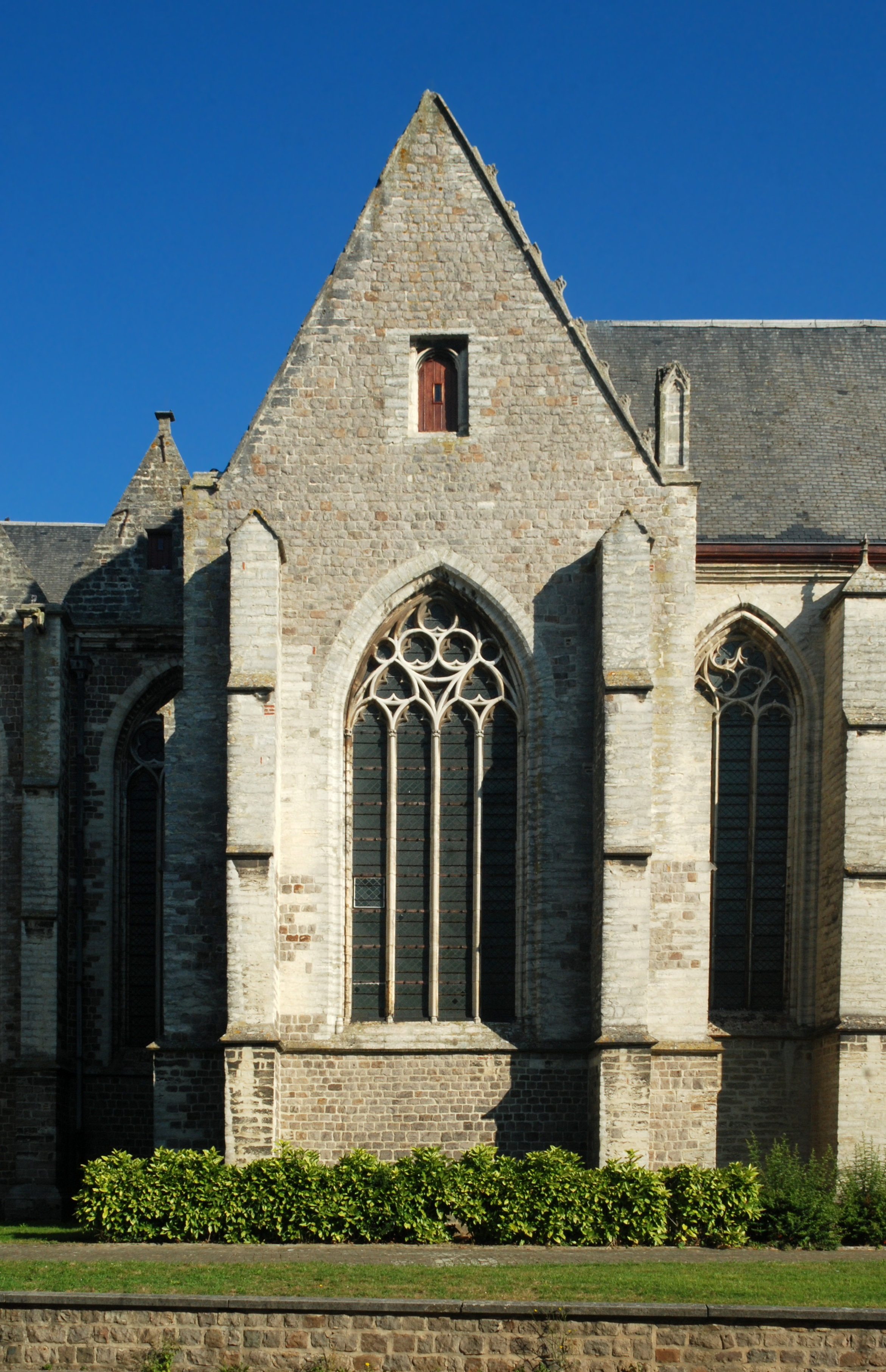
Le transept sud.
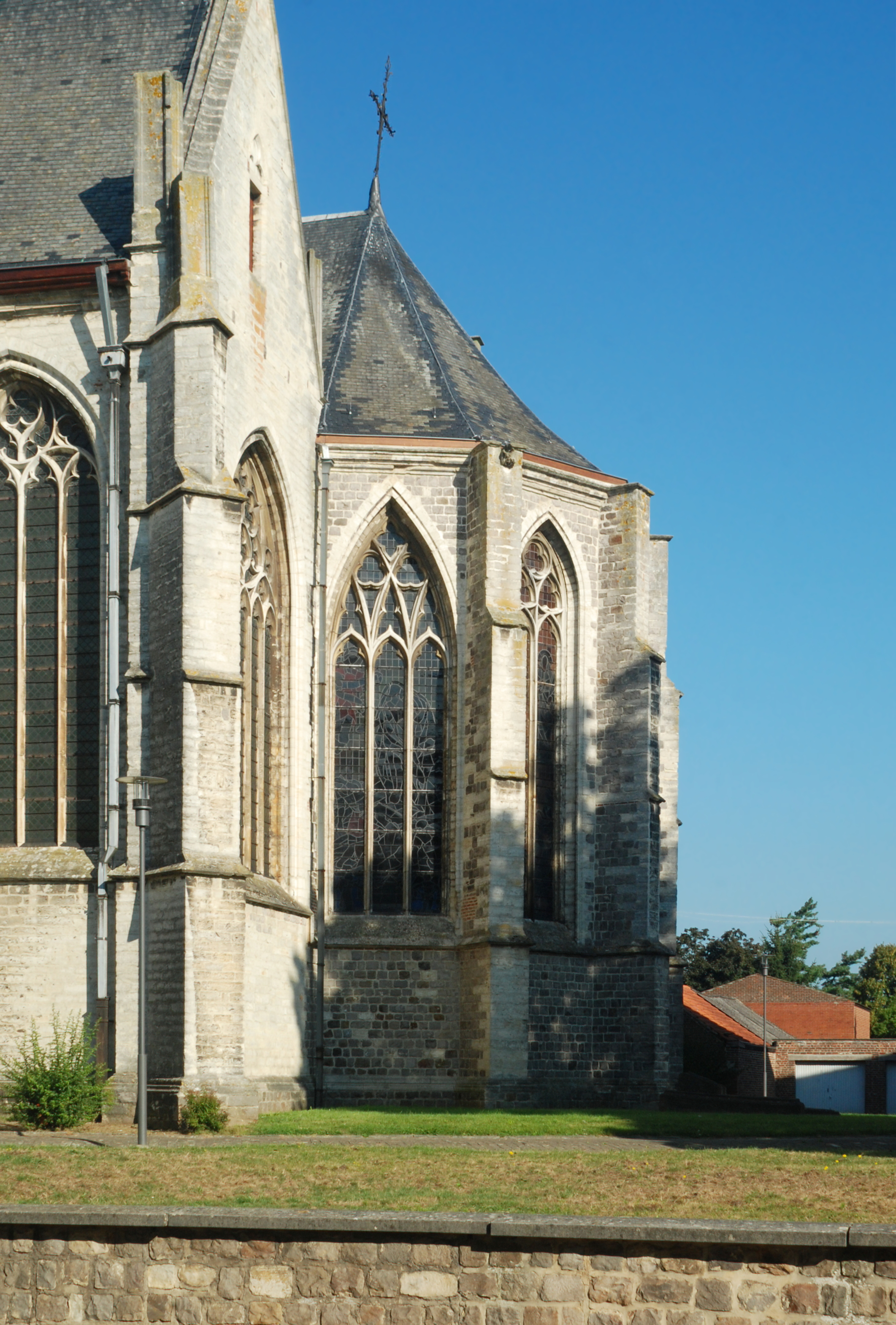
Le chevet.